# 저 높은 곳을 향하여 (2011년 영화)
《저 높은 곳을 향하여》(영어: Higher Ground)는 미국에서 제작된 2011년 드라마 영화이다. 비라 파미가의 감독 데뷔작이며 파미가는 주인공 역도 연기하였다. 그 외에 조슈아 레너드, 존 호크스, 도나 머피 등이 출연하였고, 칼리 휴고 등이 제작에 참여하였다.

## 출연
- 비라 파미가
  - 타이사 파미가
- 조슈아 레너드
  - 보이드 홀브룩
- 다그마라 도민치크
- 노버트 리오 버츠
- 존 호크스
- 빌 어윈
- 에번 모스배크랙
- 도나 머피
- 니나 아리안다
- 마이클 처너스
- 숀 마헌

## 기타 제작진
- 배역: 케리 바든, 폴 슈니
- 미술: 샤론 로모프스키
- 세트: 다이애나 브레그먼